# Canton du Châtelet
Le canton du Châtelet est une ancienne division administrative française située dans le département du Cher.

## Géographie
Ce canton était organisé autour du Châtelet dans l'arrondissement de Saint-Amand-Montrond. Son altitude variait de 165 m (Ids-Saint-Roch) à 276 m (Le Châtelet) pour une altitude moyenne de 215 m.

## Représentation

### Conseillers généraux de 1833 à 2015
| Période         | Période           | Identité                                                                 | Étiquette    | Qualité |
| --------------- | ----------------- | ------------------------------------------------------------------------ | ------------ | --- |
| 1833            | 1839              | Silvain Petitjean de Maransange                                          |              | Juge de paix, maire du Châtelet                                                                               |
| 1839            | 1848              | Jacques Louis Regnault de la Mothe (1789-1849)                           |              | Maire d'Ardenais, conseiller d'arrondissement                                                                 |
| 1848            | 1862              | Edouard Petitjean de Maransange (1815-1891) (fils de S.de Maransange)    |              | Juge de paix au Châtelet                                                                                      |
| 1862            | 1883              | Eugène Arthur Gohin (1819-1892)                                          | Droite       | Propriétaire du château de Grammont à Saint-Maur Maire de Châteaumeillant                                     |
| 1883            | 1895 (décès)      | Emile Jean Pallienne                                                     | Rad.         | Directeur de la ferme-école du Cher Maire de Saint-Pierre-les-Bois                                            |
| 1896            | 1914 (annulation) | Henri Petitjean de Maransange (1853-1927) (fils d'Edouard de Maransange) | Conservateur | Avocat à la Cour d'appel de Paris                                                                             |
| 1914            | 1919              | Louis Delort                                                             | Rad.         | Propriétaire agriculteur, maire du Châtelet (1903-1920), conseiller d'arrondissement                          |
| 1919            | 1925              | Henri Petitjean de Maransange                                            | Conservateur | Avocat à la Cour d'appel de Paris                                                                             |
| 1925            | 1936 (décès)      | Moïse Darnault                                                           | RG           | Maire du Châtelet (1920-1936), conseiller d'arrondissement                                                    |
| 18 octobre 1936 | 1940              | François Dubreuil (1894-1966)                                            | Rad.         | Agriculteur, maire de Maisonnais (1923-?), conseiller d'arrondissement Nommé conseiller départemental en 1943 |
|                 |                   |                                                                          |              | |
| 1945            | 1966 (décès)      | François Dubreuil                                                        | Rad.         | Maire de Maisonnais                                                                                           |
| 15 janvier 1967 | 1972 (décès)      | Armand Dumont                                                            | PCF          | Maire du Châtelet                                                                                             |
| 1972            | 1998              | René Dubreuil                                                            | DVD puis RPR | Négociant - Suppléant de Maurice Papon, Député de 1978 à 1981 Maire du Châtelet                               |
| 1998            | 2011              | Bernard Jamet                                                            | DVD          | Agent des Finances publiques Maire du Châtelet (1995-2014)                                                    |
| 2011            | 2015              | Hubert Robin                                                             | PS           | Cadre supérieur Conseiller municipal du Châtelet                                                              |

### Conseillers d'arrondissement (de 1833 à 1940)
| Période                                  | Période      | Identité                             | Étiquette   | Qualité |
| ---------------------------------------- | ------------ | ------------------------------------ | ----------- | --- |
| 1833                                     | 1839         | Jacques Louis Regnault (de La Mothe) |             | Propriétaire à Ardenais                                                                                     |
| 1839                                     | 1845         | Zacharie Royon-Varenne (1800-1871)   |             | Maire de Ids-Saint-Roch                                                                                     |
| 1845                                     | 1848         | Jean Jules Bergeron de Charon        |             | Avocat, propriétaire au Châtelet                                                                            |
| 1848                                     |              | M. Dessois ainé                      |             | |
|                                          |              |                                      |             | |
| ?                                        | 1897 (décès) | Claude Delort                        | Rad.        | Cafetier, maire du Châtelet                                                                                 |
| 1897                                     | 1914         | Louis Delort (frère du précédent)    | Rad.        | Propriétaire agriculteur au Châtelet                                                                        |
| 1914                                     | 1919         | siège vacant                         |             | |
| 1919                                     | 1922         | Louis Dirigoin                       | RG          | Médecin au Châtelet                                                                                         |
| 1922                                     | 1925         | Moïse Darnault                       | RG          | Maire du Châtelet                                                                                           |
| 1925                                     | 1934         | M. Béguin                            | Républicain | Négociant au Châtelet                                                                                       |
| 1934                                     | 1936         | François Dubreuil                    | Radical     | Agriculteur, maire de Maisonnais                                                                            |
| 23 novembre 1936                         | 1940         | Alexandre Boileau                    | Rad.        | Maire d'Ardenais                                                                                            |
| 1940                                     |              |                                      |             | Les conseils d'arrondissement ont été suspendus par la loi du 12 octobre 1940 et n'ont jamais été réactivés |
| Les données manquantes sont à compléter. |              |                                      |             | |

## Composition
Le canton du Châtelet regroupait sept communes et compte 2 610 habitants (recensement de 1999 sans doubles comptes).
| Communes              | Population (2012) | Code postal | Code Insee |
| --------------------- | ----------------- | ----------- | ---------- |
| Ardenais              | 152               | 18170       | 18010      |
| Le Châtelet           | 1 104             | 18170       | 18059      |
| Ids-Saint-Roch        | 276               | 18170       | 18112      |
| Maisonnais            | 221               | 18170       | 18135      |
| Morlac                | 334               | 18170       | 18153      |
| Rezay                 | 218               | 18170       | 18193      |
| Saint-Pierre-les-Bois | 305               | 18170       | 18230      |

## Démographie
| 1962  | 1968  | 1975  | 1982  | 1990  | 1999  | 2006  | 2011  | 2012  |
| ----- | ----- | ----- | ----- | ----- | ----- | ----- | ----- | ----- |
| 3 841 | 3 545 | 3 148 | 2 845 | 2 672 | 2 610 | 2 722 | 2 764 | 2 710 |